# Herman (priimek)
Herman je priimek v Sloveniji, ki ga je po podatkih Statističnega urada Republike Slovenije na dan 1. januarja 2010 uporabljalo 505  oseb.  

## Znani slovenski nosilci priimka
- Alojzij Herman - Dušan (1921—2023), partizan
- Andrej Herman (1931—2006), risar stripov
- Anton Herman (1943—2024), kipar (slikar...)
- Bogdana Herman (*1948), slavistka, učiteljica veščin sporazumevanja, pesnica, raziskovalka in pevka ljudskih pesmi
- Dušica Herman, literarna urednica, kult.delavka; pevka? (KUD J. Kuhar)
- Egon Herman (*1968), glasbenik-kitarist in tekstopisec
- Jožko Herman (1903—1986), glasbenik, dirigent, šolnik, knjižničar, amaterski igralec (Ravne)
- Jurij Herman (1793—?), pedagog
- Majda Herman (1931—?), gledališka igralka
- Mihael Herman (1606—1653), jezuit, teolog in filozof
- Mihael Herman(n) (1822—1883), avstrijski politik, poslanec, ki se je zavzemal za pravice Slovencev
- Srečko Herman (*1934), zdravnik ortoped, kirurg, prof. MF
- Viktor Herman (*1953), elektroenergetik

## Znani tuji nosilci priimka
- Al Herman (1927—1960), ameriški dirkač Formule 1
- Oskar Herman (1886—1974), hrvaški slikar
- Paul Herman (1946—2022), ameriški igralec
- Woody Herman (1913—1987), ameriški jazz glasbenik, klarinetist in saksofonist